# Tharros

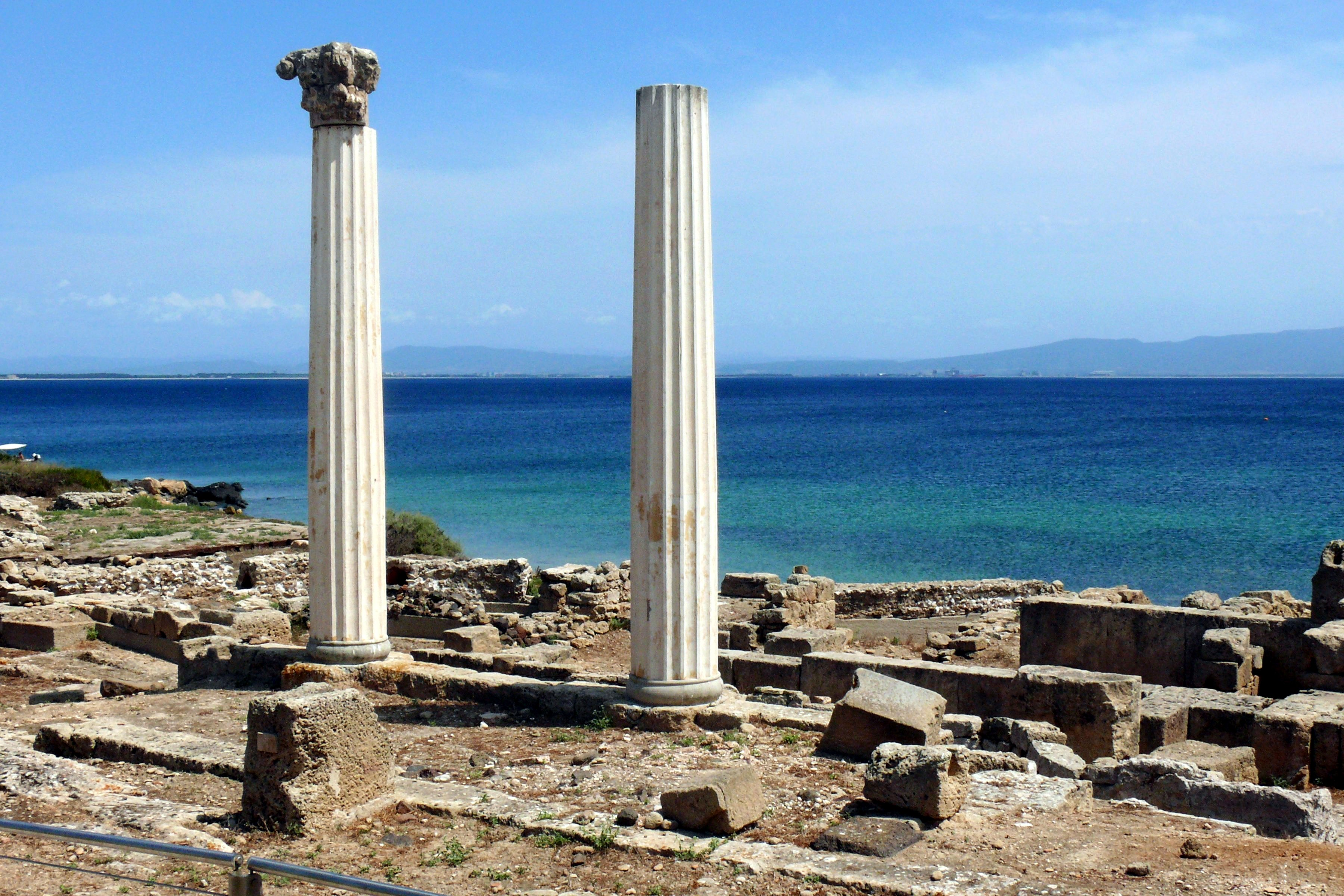
Columnes restaurades de la ciutat de Tharros

Tharros (llatí: Tharrae; grec antic: Θάρρας) és un jaciment arqueològic de la província d'Oristany, situat al municipi de Cabras, a Sardenya. La ciutat, amb una llarga cronologia que comprèn des dels fenicis fins a l'edat mitjana, es troba al vessant sud-oriental de la península del Sinis. Les restes arqueològiques associades a la ciutat es troben al Museu de Crabas Giovanni Marongiu, a l'Antiquarium Arborense d'Oristany i al Museo Archeologico Nazionale de Càller.

## Fases d'hàbitat

### Període feniciopúnic
Els estudis arqueològics realitzats porten a establir que la ciutat va ser fundada pels fenicis a finals del s. VIII aC. El lloc va ser escollit per la presència d'un poblat nuràgic preexistent, comunitat amb la qual els nous pobladors orientals haurien tingut relacions de contacte i intercanvi fins a mesclar-s'hi. Des de Tharros, els fenicis haurien accedit a tota l'àrea del Sinis, caracteritzada per una alta densitat de nurags i per la singular necròpoli nuràgica de Mont'e Prama. D'aquest període fenici, n'ha quedat l'establiment del recinte del tofet -àrea sagrada que contenia les restes de nens incinerats- i les primeres fases de les necròpolis de Capo San Marco i de San Giovanni.
A mitjan segle vi aC, Sardenya és envaïda pels cartaginesos, que controlaran sobretot la part sud-occidental de l'illa, inclosa la ciutat de Tharros. Durant l'etapa púnica, es construeix el temple monumental de la ciutat i creixen les necròpolis de Capo San Marco i de San Giovanni, amb l'excavació de centenars de tombes de cambra i de fossa.

### Període romà
En el context de les guerres púniques, Sardenya és conquerida pels romans (238 aC), que trigaran encara un segle a consolidar el seu domini. En aquesta època, es confereix una important planificació urbana de la ciutat, amb la construcció d'una xarxa viària en basalt i notables edificis públics, entre els quals tres estructures termals i el castellum acquae. Durant la fase paleocristiana, les termes es reutilitzaran com a basílica i s'hi instaurarà un baptisteri.

### Període romà d'Orient i altojudical
El control romà d'Orient de Sardenya, que s'havia iniciat a partir del 533 amb la derrota dels vàndals, s'anà afeblint progressivament fins a la independència de facto dels quatre jutjats o regnes que es formaren a Sardenya durant el s. X. Tharros feu funcions de capital del Jutjat d'Arborea, així com de seu de l'arquebisbat. Però, l'any 1071, en el context de les incursions sarraïnes que afecten el Mediterrani, el jutge Orsoc I d'Arborea trasllada la capital del Jutjat d'Arborea a Oristany. A partir del seu abandonament, la gent del lloc utilitzà els materials de Tharros per a la construcció dels pobles i les ciutats veïnes.